# پناهگاه حیات وحش شیراحمد
پناهگاه حیات وحش شیر احمد یک پناهگاه حیات وحش با مساحت ۲۳۱۲۵ هکتار است که در استان خراسان رضوی در ایران قرار دارد. این پناهگاه حیات وحش طبق مصوبهٔ شمارهٔ ۵۹۰ در تاریخ ۱۳۸۱/۳/۲۱ در فهرست مناطق تحت حفاظت سازمان محیط زیست ایران قرار گرفت.
گونه‌های مهم جانوری پناهگاه عبارتند از آهو (زیر گونه یارقند)، جبیر، خرگوش، سیاه‌گوش، گربه وحشی، کفتار، گرگ، سنجاب زمینی، همستر دم دراز، خارپشت ایرانی، خفاش بال سفید، عقاب شاهی، عقاب طلایی، کرکس، دلیجه، سارگپه، بالابان، کبک، هوبره، شاه بوف، سهره، پرستو.
گونه‌های گیاهی منطقه نیز تاغ، گز، درمنه، اسپند، خارشتر، اتریپلکس، اسکنبیل و… را شامل می‌شود.

## شرایط آب و هوایی منطقه
این منطقه از اقلیم خشک کویری با نوسان نسبتاً زیاد درجه حرارت روز و شب که از خصوصیات مناطق کویری می‌باشد برخوردار است. میانگین درجه حرارت سالیانه معادل ۱۴ درجه سانتی گراد است و متوسط حرارت ماهیانه در سردترین فصل سال یعنی دی ماه حدود ۴/۲ و گرمترین ماه سال یعنی تیر ماه حدود ۱/۲۹ درجه سانتی گراد است.

## نگارخانه

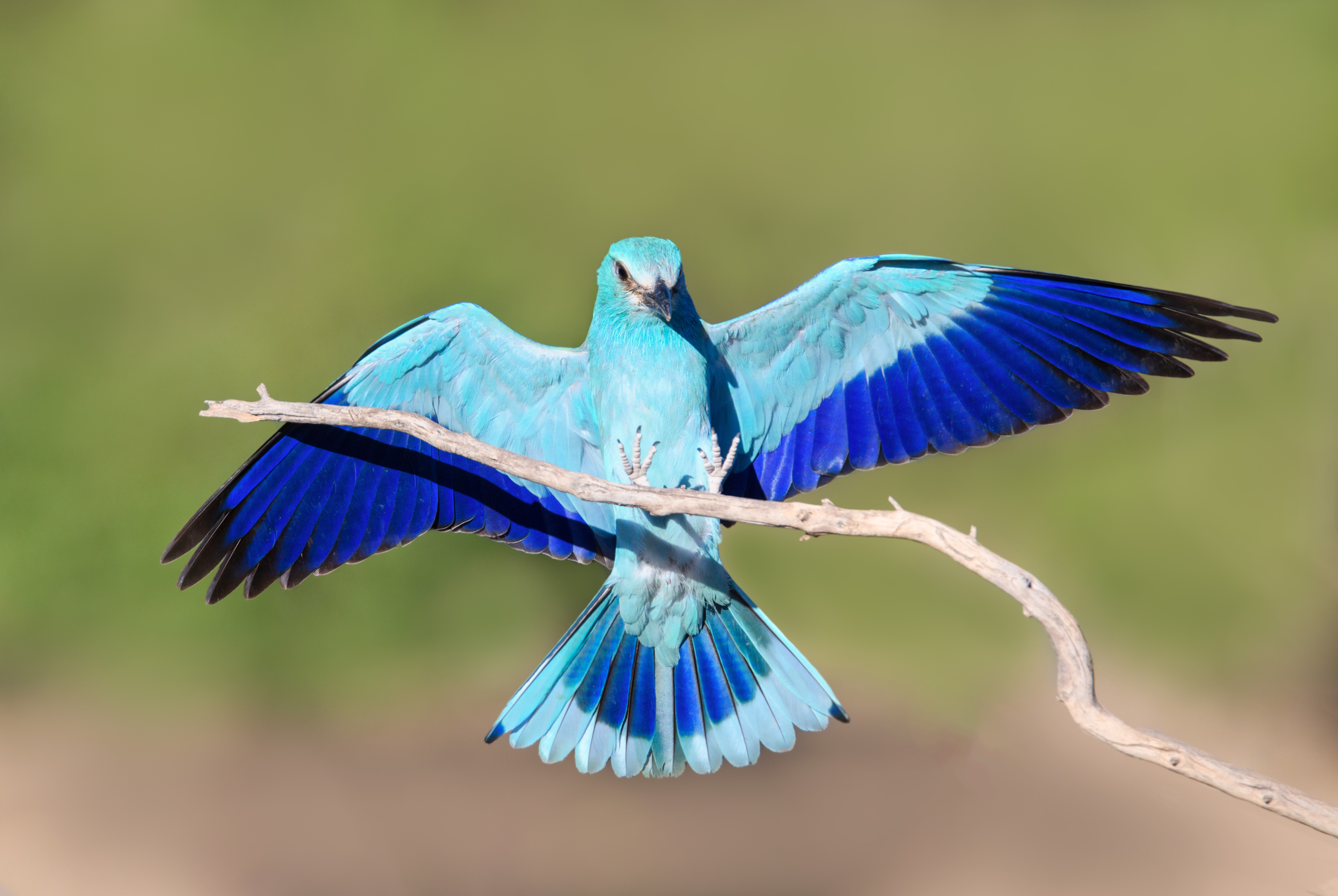
سبزقبا
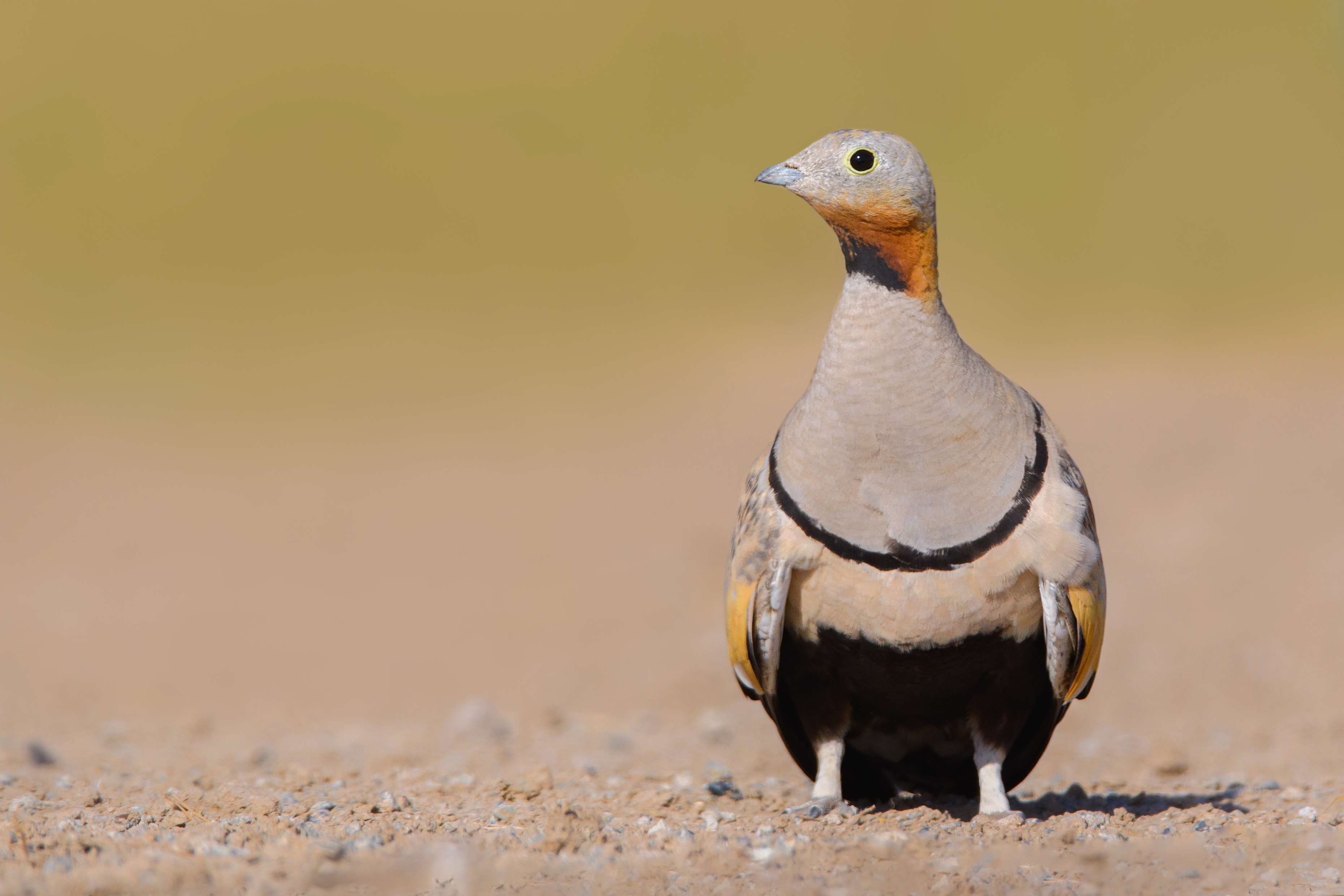
باقرقره شکم سیاه
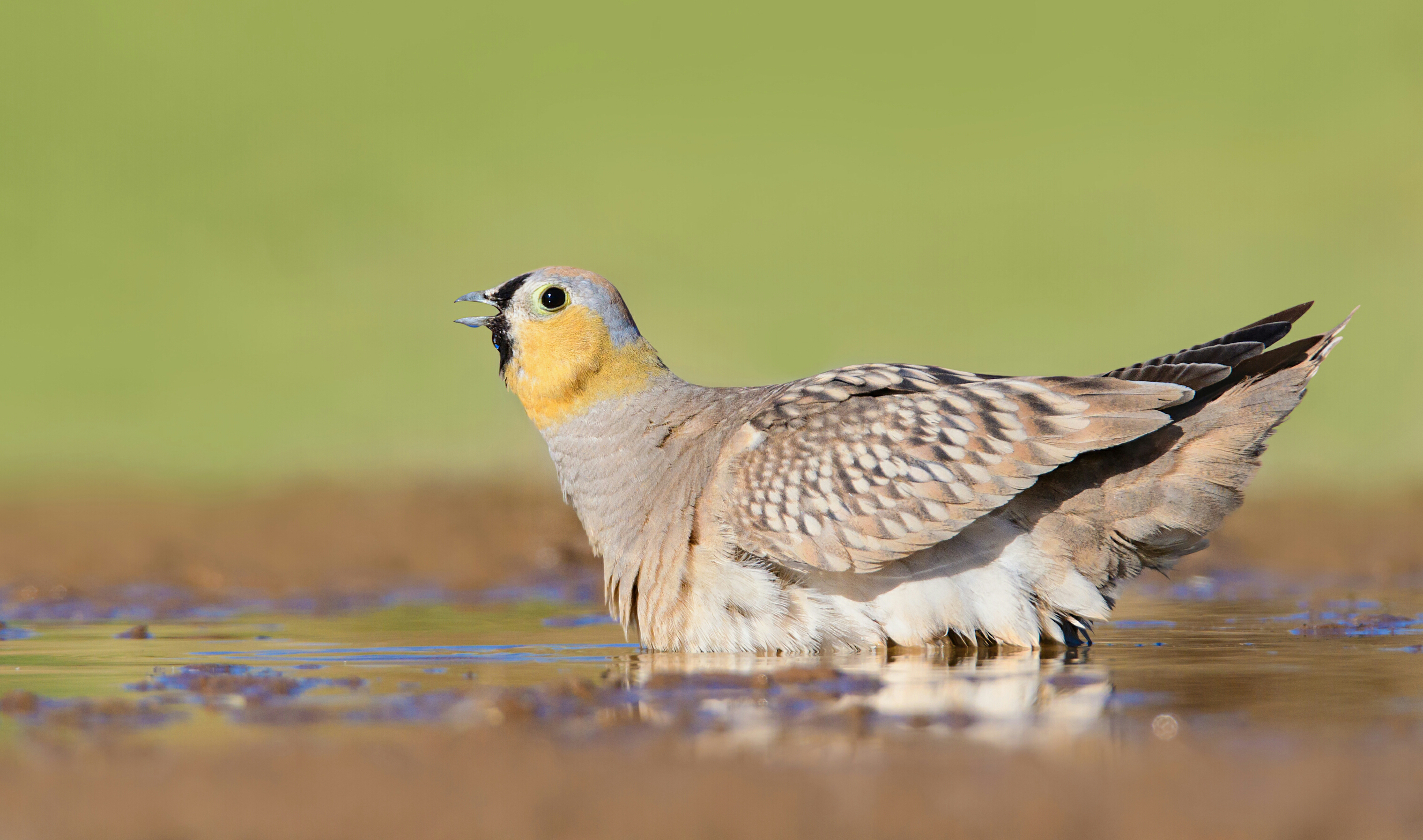
باقرقره گندمی
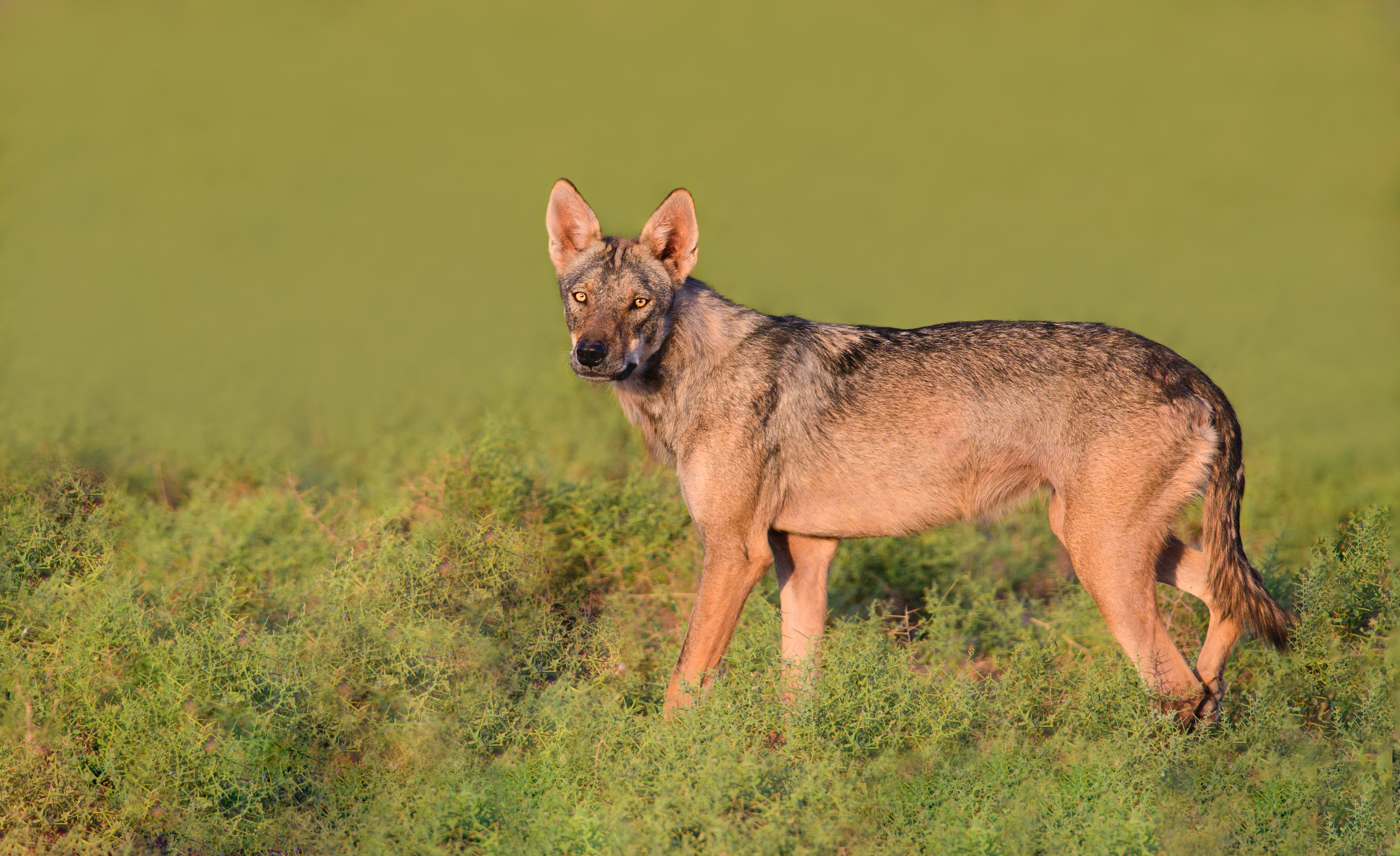
گرگاس یا گرگی